# 悉尼·约翰·卓别林
悉尼·约翰·卓别林（英語：Sydney John Chaplin；1885年3月16日—1965年4月16日），英国演员，同时还是喜剧电影大师查理·卓别林同母异父的哥哥和经纪人。查理和第二任妻子丽泰·格雷的次子悉尼·厄尔·卓别林就是以他的名字命名。

## 早年生活
悉尼·卓别林出生时名为悉尼·约翰·希尔（Sidney John Hill）,当时他的母亲汉娜·希尔只有19岁，他的父亲身份至今不明。出生1年后汉娜嫁给老查理·卓别林，悉尼也改姓卓别林。母亲失业并患上精神病后，悉尼和同母异父弟弟查理被送往孤儿院。